# Goh Mon Mane
Goh Mon Mane är en kulle i Indonesien.   Den ligger i provinsen Aceh, i den västra delen av landet, 1 800 km nordväst om huvudstaden Jakarta. Toppen på Goh Mon Mane är 195 meter över havet. Goh Mon Mane ligger på ön Pulau Peunasu.
Terrängen runt Goh Mon Mane är varierad. Havet är nära Goh Mon Mane åt sydost.Runt Goh Mon Mane är det mycket tätbefolkat, med 1 018 invånare per kvadratkilometer. Närmaste större samhälle är Banda Aceh, 17,4 km öster om Goh Mon Mane. 